# Amata amoenaria
Amata amoenaria är en fjärilsart som beskrevs av Swinhoe. Amata amoenaria ingår i släktet Amata och familjen björnspinnare. Inga underarter finns listade i Catalogue of Life.